# 신의현
신의현(1980년 4월 1일 ~ )은 대한민국의 장애인 크로스컨트리 스키, 바이애슬론 선수이다. 2018년 평창 동계 패럴림픽 남자 크로스컨트리 스키 15km 좌식에서 동메달을 획득했으며 남자 크로스컨트리 스키 7.5km 좌식 부문에서 대한민국 역사상 최초의 동계 패럴림픽 금메달을 획득했다.

## 생애
충청남도 공주시 정안면 인풍리에서 농부로 일하던 신만균과 이회갑 부부의 아들로 태어났다. 2006년 2월에 대학교 졸업식을 하루 앞둔 상황에서 대학교에 재학 중이던 친구와 함께 저녁 식사를 마친 이후에 자동차를 몰고 집으로 돌아오던 길에 마주 오던 1.5톤 트럭과 정면 충돌하면서 두 다리가 트럭 엔진에 깔리는 사고를 당하게 된다.
신의현은 구조대원들에 의해 구조되어 병원에 입원했지만 3일 동안 혼수 상태에 빠지게 된다. 당시 신의현이 입원했던 병원 의사는 다리 출혈이 심해 생존율로 따지면 20% 정도에 불과하다고 밝혔고 어머니는 신의현의 두 다리를 절단하는 수술에 동의하게 된다. 두 다리를 잃고 의지에 의존하게 된 신의현은 어머니를 원망하면서 3년 동안 외부와의 접촉을 끊었다고 한다. 2007년에는 베트남 출신의 아내인 김희선(본명: 마이킴히엔)과 결혼하여 슬하에 2남 1녀를 두었다.
2009년 10월에 휠체어 농구 선수로 활동하던 윤정문을 만나면서부터 휠체어 농구 선수로 활동했고 2012년에는 장애인 아이스하키, 2014년에는 휠체어 사이클 선수로 활동했다. 2015년에는 대한민국의 민간 기업으로는 최초로 설립된 장애인 실업 스포츠 클럽인 창성건설 노르딕스키팀에 합류했다. 2017년 우크라이나 르비우에서 열린 장애인 노르딕 스키 월드컵에서 남자 크로스컨트리 스키 5km 좌식 부문, 크로스컨트리 스키 15km 남자 좌식 부문에서 금메달을 획득했다.
2018년 평창 동계 패럴림픽에서 크로스컨트리 스키, 바이애슬론 종목에 출전했다. 남자 크로스컨트리 스키 15km 좌식에서는 동메달을 획득했으며 남자 크로스컨트리 스키 7.5km 좌식 부문에서는 대한민국 역사상 최초의 동계 패럴림픽 금메달을 획득했다. 또한 패럴림픽 개막식과 폐막식에서는 개최국인 대한민국 선수단의 기수를 맡았다. 국제 패럴림픽 위원회(IPC)는 신의현을 2018년 평창 동계 패럴림픽 톱5 메달 수상자 가운데 하나로 선정했다.
2018년 3월에는 자신의 아내인 김희선과 함께 문재인 대통령의 베트남 국빈 방문에 동행했으며 2018년 4월에 열린 장애인의 날 기념 행사에서는 딸 신은겸과 함께 장애인 인권 헌장을 낭독했다. 2018년 12월에는 한완상(3·1 운동 및 대한민국 임시 정부 수립 100주년 기념 사업 추진위원회 위원장), 이국종(아주대학교 교수), 이상화(스피드 스케이팅 선수) 등과 함께 서울특별시에서 주최한 보신각 제야의 종 타종 행사에 참여했다.

## 가족 관계
- 배우자: 김희선(마이 킴 히엔, 1987년 ~ )
  - 장녀: 신은겸 (2007년 ~ )
  - 장남: 신병철 (2010년 ~ )
  - 차남: 신상철 (2018년 1월 ~ )